# Inspektionen för vård och omsorg

Logo

Inspektionen för vård och omsorg (IVO) (deutsch: Aufsichtsamt für Gesundheits- und Sozialfürsorge) ist die schwedische Aufsichtsbehörde für das Gesundheits-, Pflege- und Betreuungswesen. Die Behörde wurde 2013 gegründet, hat 650 Angestellte und ein jährliches Budget von ca. 635 Millionen Kronen (ca. 68 Millionen Euro). Hauptsitz der Behörde ist Stockholm. Die regionalen Aufsichtsbehörden liegen in Umeå, Örebro, Stockholm, Jönköping, Göteborg und Malmö. Rechtliche Grundlage für die Arbeit der Behörde sind das Gesetz zur Patientensicherheit (patientsäkerhetslagen), Gesetz für den Sozialdienst (socialtjänstlagen), das Gesetz für Unterstützung und Service für gewisse Behinderte (lag om stöd och service för vissa funktionshindrade, LSS) und die Regierungsverordnung für IVO.

## Aufgaben
- IVO nimmt Klagen von Patienten entgegen und beschließt Maßnahmen, die den zugrundeliegenden Mängeln abhelfen sollen.
- IVO nimmt Berichte von Ärzten und Krankenhäusern über Zwischenfälle und Mängel entgegen, die zu Schädigungen von Patienten geführt haben oder potenziell hätten führen können. Die medizinischen Einrichtungen sind zur Meldung solcher Fälle verpflichtet („Lex Maria“).[2] Über konkrete Folgen im Einzelfall beschließt die eigenständige Behörde Hälso- och sjukvårdens ansvarsnämnd. Diese können von einer Probezeit bis zum Entzug der Approbation reichen.
- Angestellte im Sozialdienst und der Pflege von Behinderten sind ebenfalls verpflichtet, Zwischenfälle mit Klienten- oder Patientengefährdung zu melden („Lex Sarah“).
- IVO äußert sich zu Gesetzesvorlagen und Vorschriften des Socialstyrelsen, die den Aufsichtsbereich der Behörde betreffen.
- Jugendheime werden auch ohne Meldung von Missverhältnissen einmal im Jahr von IVO kontrolliert.
- IVO identifiziert Bereiche im Gesundheitswesen, in denen erhöhte Risiken zu erwarten sind, und führt dort Kontrollen durch.
- IVO erteilt Zulassungen für Krankenhäuser und Betriebe, in denen Blut, Gewebe und Zellenkulturen hantiert werden.
- IVO ist Aufsichtsbehörde für die kommunale Sozialarbeit.